# Điều trị dự phòng trước phơi nhiễm
Điều trị dự phòng trước phơi nhiễm (tiếng Anh: pre-exposure prophylaxis, thường viết tắt PrEP) là việc sử dụng thuốc để ngăn ngừa sự lây lan của bệnh ở những người chưa tiếp xúc với tác nhân gây bệnh. Tiêm chủng là hình thức dự phòng trước phơi nhiễm được sử dụng phổ biến nhất; các hình thức dự phòng trước phơi nhiễm khác thường liên quan đến điều trị bằng thuốc, được gọi là điều trị dự phòng bằng hóa chất (hay hóa dự phòng, tiếng Anh: chemoprophylaxis), ví dụ như là ngăn ngừa nhiễm trùng sốt rét hoặc HIV. Đặc biệt, thuật ngữ PrEP hiện nay thường được hiểu là điều trị dự phòng trước phơi nhiễm để phòng ngừa HIV.
Nhìn chung, việc sử dụng biện pháp PrEP đòi hỏi sự cân bằng giữa các nguy cơ của việc điều trị (ví dụ như tác dụng phụ của thuốc) đối với những người khỏe mạnh có nguy cơ mắc bệnh.
Điều trị dự phòng trước phơi nhiễm trái ngược với điều trị dự phòng sau phơi nhiễm, bệnh nhân dùng thuốc sau khi đã tiếp xúc với tác nhân lây nhiễm.

## Sử dụng thuốc điều trị dự phòng trước phơi nhiễm đối với các bệnh cụ thể

### Sốt rét
Thuốc điều trị trước phơi nhiễm để ngăn ngừa bệnh sốt rét bằng thuốc chống sốt rét tỏ ra có hiệu quả.

### HIV/AIDS
Thuật ngữ PrEP hiện nay thường đề cập đến điều trị dự phòng trước phơi nhiễm HIV. Đây là phương pháp sử dụng thuốc kháng virus như một chiến lược phòng ngừa HIV/AIDS. PrEP là một trong những chiến lược phòng ngừa HIV dành cho những người âm tính với HIV nhưng có nguy cơ nhiễm HIV cao hơn, gồm những người trưởng thành có các lần quan hệ tình dục có nguy cơ nhiễm HIV cao, những người sử dụng ma túy qua đường tĩnh mạch (xem tiêm chích ma túy), và các cặp đôi có quan hệ tình dục "dị nhiễm" (serodiscordant).
Khi được sử dụng theo chỉ dẫn, PrEP đã được chứng minh là có hiệu quả cao trong việc ngăn ngừa nhiễm HIV, giảm nguy cơ nhiễm HIV tới 99%. Một nghiên cứu quy mô lớn ở Anh đã chỉ ra rằng tác dụng ngăn ngừa lây nhiễm HIV của phương pháp PrEP vẫn có hiệu quả ngay cả khi được sử dụng trong khu vực không kiểm soát được dịch bệnh.

### COVID-19
Điều trị dự phòng trước phơi nhiễm chống nhiễm SARS-CoV-2, tác nhân truyền nhiễm gây ra COVID-19, có thể là một phương pháp điều trị khả thi cho các nhóm có nguy cơ cao.